# Гучапшев, Самир Юрьевич
Самир Юрьевич Гучапшев (род. 25 мая 1987) — российский дзюдоист, чемпион и призёр чемпионатов России, призёр этапов Кубков Европы и мира, мастер спорта России международного класса (2012). Выступает в полутяжёлой весовой категории (до 90 кг). Представляет спортивный клуб «Динамо» (Нальчик). Живёт в Нальчике.

## Спортивные результаты
- Чемпионат России по дзюдо 2008 года — ;
- Чемпионат России по дзюдо 2013 года — ;
- Чемпионат России по дзюдо 2014 года — .